# Wallander (Zweedse televisieserie)
Wallander is een Zweedse televisieserie gebaseerd op de serie detectiveromans van Henning Mankell over politie-inspecteur Kurt Wallander. Het eerste seizoen werd in Zweden in 2005 en 2006 uitgezonden, het tweede seizoen in 2009-10. Een derde en laatste seizoen, bestaande uit zes afleveringen van 90 minuten, werd in 2013 uitgebracht met Charlotta Jonsson als Linda Wallander. De eerste aflevering, gebaseerd op het verhaal Den orolige mannen (Nederlandse titel: De gekwelde man), werd in januari 2013 als film uitgebracht.

## Verhaal
Alle afleveringen spelen in en rond de Zuid-Zweedse stad Ystad. Hoewel in elke aflevering een andere moordzaak centraal staat, lopen de gebeurtenissen in de persoonlijke levens van de hoofdpersonages door van aflevering tot aflevering, waardoor het belangrijk is de serie in volgorde te bekijken.
Kurt Wallander (gespeeld door Krister Henriksson) is een melancholische, soms wat cynische politie-inspecteur in Ystad met een voorliefde voor Italiaanse opera's. Zoals zijn Britse tegenhanger, Inspector Morse, is hij een stevige drinker, nukkig, heeft hij het moeilijk om relaties met vrouwen aan te knopen en gebruikt hij vaak onconventionele en zelfs illegale middelen om zaken op te lossen. De serie begint met het afstuderen van Wallanders dochter Linda (Johanna Sällström) van de politieschool. Ze vervoegt zich bij het politiekorps van Ystad, wat niet naar de zin is van haar vader. Dit zorgt in de serie vaak voor conflicten. Ze heeft een knipperlichtrelatie met de rechterhand van Wallander, Stefan Lindman (Ola Rapace), wat eveneens voor spanningen zorgt.
In de tweede serie van 13 is het personage van Linda Wallander vervallen door de dood van actrice Sällström. Nieuwe hoofdrollen zijn de openbaar aanklager Katarina Ahlsell (Lena Endre) en de twee jonge aspirant-agenten Isabelle Melin (Nina Zanjani) en Pontus Höijer (Sverrir Gudnason).
In de derde serie van 6 is Linda Wallander (nu vertolkt door Charlotta Jonsson) – de dochter van Kurt – ook werkzaam op de rechercheafdeling van het politiebureau Ystad. Kurt probeert de relatie met haar te verbeteren omdat hij inmiddels opa is geworden. Daarbij helpt niet dat hij zijn gezondheidsproblemen voor Linda en de rest van de afdeling verborgen probeert te houden. Openbaar aanklager Katarina Ahlsell komt niet meer voor. Kurt onderhoudt nu een romantische relatie met de schooljuf van zijn kleindochter. In de eerste aflevering onderzoekt Kurt de verdwijning van Linda's schoonvader, de gepensioneerde marineofficier Håkan von Enke. Ook in de andere afleveringen komen schokkende misdrijven aan de orde. Uiteindelijk gaat de samenvoeging van de rechercheafdeling met Malmö niet door, maar Kurt gaat gedwongen met pensioen.
De serie bestaat uit 32 afleveringen, waarvan de eerste gebaseerd is op het boek van Henning Mankell (Innan frosten; 'Voor de vorst') en de 27e op Den orolige mannen (2009) ('De gekwelde man' (2010)). De andere afleveringen zijn gebaseerd op korte verhalen die Mankell speciaal voor de televisie schreef en die door bekende Zweedse scenarioschrijvers werden bewerkt voor televisie. Elke aflevering heeft de lengte van een speelfilm en drie van de afleveringen, Voor de vorst, Mastermind en De gekwelde man, werden als bioscoopfilm uitgebracht. Mastermind ging in 2005 als film in première op het Internationaal Filmfestival van Vlaanderen-Gent, in aanwezigheid van de acteurs, regisseur Peter Flinth en de auteur. De film kreeg in 2006 de Prix Spécial du Jury en de Prix Policier op het filmfestival van Cognac in 2006.

## Rolverdeling
- Kurt Wallander - Krister Henriksson
- Linda Wallander - Johanna Sällström / Charlotta Jonsson
- Stefan Lindman - Ola Rapace
- Nyberg - Mats Bergman
- Johan Svartman - Fredrik Gunnarsson
- Janne Martinsson - Douglas Johansson
- Ann-Britt Höglund - Angela Kovács
- Katarina - Lena Endre
- Isabell - Nina Zanjani
- Pontus - Sverrir Gudnason

## Afleveringen

### Eerste reeks (België: 2004-2006; Nederland: 2007-2008)
| Nr. | Titel                               | Uitzenddatum Nederland |
| --- | ----------------------------------- | ---------------------- |
| 1   | Innan frosten 'Voor de vorst'       | 10 november 2007       |
| 2   | Byfånen 'De dorpsgek'               | 17 november 2007       |
| 3   | Bröderna 'De broers'                | 24 november 2007       |
| 4   | Mörkret 'De duisternis'             | 8 december 2007        |
| 5   | Afrikanen 'De Afrikaan'             | 15 december 2007       |
| 6   | Mastermind 'Mastermind'             | 22 december 2007       |
| 7   | Den svaga punkten 'Het zwakke punt' | 5 januari 2008         |
| 8   | Fotografen 'De fotograaf'           | 12 januari 2008        |
| 9   | Täckmanteln 'De dekmantel'          | 19 januari 2008        |
| 10  | Luftslottet 'Het luchtkasteel'*     | 26 januari 2008        |
| 11  | Blodsband 'Bloedbanden'             | 2 februari 2008        |
| 12  | Jokern 'De joker'                   | 9 februari 2008        |
| 13  | Hemligheten 'Het geheim'            | 16 februari 2008       |

* Op de Nederlandstalige dvd verkeerd vertaald als 'De kasteelruïnes'.

### Tweede reeks (België: 2010; Nederland: 2011)
| Nr. | Titel                         | Uitzenddatum België | Uitzenddatum Nederland |
| --- | ----------------------------- | ------------------- | ---------------------- |
| 14  | Hämnden 'De wraak'            | 27 februari 2010    | 4 juni 2011            |
| 15  | Skulden 'De schuld'           | 6 maart 2010        | 11 juni 2011           |
| 16  | Kuriren 'De koerier'          | 13 maart 2010       | 18 juni 2011           |
| 17  | Tjuven 'De dief'              | 20 maart 2010       | 25 juni 2011           |
| 18  | Cellisten 'De celliste'       | 27 maart 2010       | 2 juli 2011            |
| 19  | Prästen 'De priester'         | 3 april 2010        | 9 juli 2011            |
| 20  | Läckan 'Het lek'              | 10 april 2010       | 16 juli 2011           |
| 21  | Skytten ' De schutter '       | 17 april 2010       | 23 juli 2011           |
| 22  | Dödsängeln ' De doodsengel '  | 24 april 2010       | 30 juli 2011           |
| 23  | Vålnaden ' De geest '         | 1 mei 2010          | 6 augustus 2011        |
| 24  | Arvet ' De erfenis '          | 8 mei 2010          | 13 augustus 2011       |
| 25  | Indrivaren ' De schuldeiser ' | 22 mei 2010         | 20 augustus 2011       |
| 26  | Vittnet ' De getuige '        | 5 juni 2010         | 3 september 2011       |

### Derde reeks (België 2014; Nederland: 2015)
| Nr. | Titel                                | Uitzenddatum België | Uitzenddatum Nederland |
| --- | ------------------------------------ | ------------------- | ---------------------- |
| 27  | Den orolige mannen 'De gekwelde man' | 26 april 2014       | 3 januari 2015         |
| 28  | Försvunnen 'Verdwenen'               | 3 mei 2014          | 10 januari 2015        |
| 29  | Sveket 'Het bedrog'                  | 10 mei 2014         | 17 januari 2015        |
| 30  | Saknaden 'Het gemis'                 | 17 mei 2014         | 24 januari 2015        |
| 31  | Mordbrännaren 'De brandstichter'     | 24 mei 2014         | 31 januari 2015        |
| 32  | Sorgfågeln 'De rouwvogel'            | 31 mei 2014         | 7 februari 2015        |

## Uitzendingen en dvd's
De serie wordt in België uitgezonden op Canvas. De eerste twee seizoenen werden vertoond van 2004 tot 2006; de tweede reeks werd in 2010 uitgezonden en in 2011 herhaald. In Nederland neemt de KRO de uitzendingen voor zijn rekening; vanaf 10 november 2007 werd de eerste reeks van dertien afleveringen uitgezonden, de tweede reeks in 2011 en de derde in 2015. Wallander is uitgebracht op dvd door Lumière in de reeks Crime Series in oorspronkelijke Zweedse versie met Nederlandstalige ondertitels. Het derde seizoen verscheen op 30 juli 2013 als 6 dvd-box onder de titel 'WALLANDER volume 5'.

## De Britse Wallander
Het succes van de Zweedse Wallander-televisieserie was voor de BBC een reden om opdracht te geven om in 2008 drie afleveringen in een Engelse versie te maken met Kenneth Branagh als inspecteur Wallander. De afleveringen zijn verfilmingen naar de boeken van Henning Mankell: De blinde muur, Midzomermoord en Dwaalsporen. De drie daarop volgende afleveringen zijn Faceless Killers, The Man who Smiled en The Fifth Woman, die in 2010 door de KRO en Canvas zijn uitgezonden. De afleveringen werden gefilmd in Zweden in de omgeving van Ystad. Ze zijn uitgebracht zowel op dvd als op blu-ray.

## Andere verfilmingen
- Van 1994 tot 2007 werden de eerste negen Wallander-romans ook verfilmd. Dit gebeurde in de vorm van televisiefilms, soms in twee of drie delen, die door de Zweedse SVT werden gemaakt. In deze films wordt Kurt Wallander gespeeld door Rolf Lassgård.[5]